# Industriebetriebe in Greiz und Umgebung
Die kleine Stadt Greiz, Residenz des Fürstentums Reuß ä. L., und deren Umgebung zählten einst zu den am meisten industrialisierten Regionen Deutschlands. Dominiert von alteingesessener Haus- und Manufakturweberei, Textildruckerei sowie Papierherstellung, begann die Industrialisierung 1811 mit Errichtung einer Maschinenspinnerei, der Manufakturwebereien als erste Industriebetriebe folgten. 1862 wurden in Greiz die ersten vier mechanischen Webstühle aufgestellt. In kurzer Zeitspanne folgten noch Färbereien und Appretur-Anstalten, Maschinenbau und andere Zuliefererindustrien, wie beispielsweise die chemische Industrie. Die Spezialisierung erfolgte in Greiz auf Wollweberei, speziell Kammgarnprodukte für hochwertige Kostüm- und Anzugstoffe, es wurden aber auch in geringerem Maß Seiden- und andere Oberbekleidungsstoffe hergestellt. Entsprechend war der Stolz der Greizer auf ihre hochwertigen Produkte und Dr. Doehler formulierte 1921 „Was Greiz gewebt und Greiz gefärbt, das hält bis es die Enk’lin erbt!“

## Geschichte
Die industrielle Entwicklung des kleinen Fürstentums war überdurchschnittlich, unter anderem auf Grund dessen und der daraus resultierenden 
(Steuer-)Einnahmen war das Fürstentum Reuß ä. L. bei der Reichsgründung 1871 eines der wenigen Beitrittsstaaten mit nur sehr geringen Schulden. 1892 waren bereits 11.205 mechanische Webstühle (Webmaschinen) unterschiedlichen Typs in Betrieb. 1902 gab es in Greiz 11 Millionäre unter den Fabrikanten, so dass Greiz pro Kopf wohl die meisten Millionäre in Deutschland aufweisen konnte. Ein paar Zahlen mögen dies untermauern.
Im Dezember 1936 waren in der Stadt Greiz:
- 7.358 Menschen in der Textilindustrie beschäftigt (bei ca. 40.000 Einwohnern).
- 7.200 Webstühle waren vorhanden, davon 5.284 in Gang.
- Produziert wurden 32.108.265 m² (32 Millionen Quadratmeter) Stoff, das entspricht monatlich 2.675.688 m².
- Bei ähnlicher Leistung wurden damit im Jahr darauf (1937) Waren im Wert von 74.390.582 Reichsmark erwirtschaftet, nach heutigem Geld (Faktor 4,58) wären das 340.708.866 EUR.

Eine Jahresproduktionen jeder einzelnen der größten Webereien von 1 bis 2 Millionen m² Stoff waren typisch. Der größte Arbeitgeber war wohl die Georg Schleber AG, die 1920 allein 1006 Beschäftigte hatte, denn sie hatte als Appreturanstalt die von den Webereien erzeugten Stoffe zu färben und auszurüsten.
Viele der Firmen existierten in Familienbesitz ununterbrochen bis 1945 fort (Gebr. Albert KG). Einige wechselten die Teilhaber (Voigt & Zirnité zu Zirnité & Kolbig), andere große Firmen überlebten Krisen oder die Weltwirtschaftskrise nicht (J. G. Reinhold & Co., Schilbach & Co.). Ein dunkles Kapitel war die „Arisierung“ der Weberei Samuel Schwarz & Sohn (am 5. April 1942 – O. Ohlwein übernahm die Firma am nächsten Tag) und der Gebr. Berglas oHG, eine musste den Teilhaber wechseln (Müller & Kramer, dann Müller & Schütz, Kramer war Jude). Nach zum Teil mehr als hundertjährigem Bestehen wurden fast alle großen Firmen zwischen 1945 und 1949 enteignet und in VEBs überführt, manch kleine erst 1972, die Umstrukturierungen dieser Jahre sind oft verwirrend. Viele der Textilbetriebe existierten aber als Bestandteil des VEB Greika bis 1990 weiter und firmierten ab 15. Mai 1990 als Greika GmbH. Einige Betriebsteile wurden in dieser Zeit verkauft oder rückübereignet. Hoffnungsträger waren in den Jahren danach Investoren aus Indien, die sich jedoch bald als Betrüger erwiesen. Die traditionsreiche Textilindustrie endete am 1. April 1997 mit der Gesamtvollstreckung des in Konkurs gegangenen Unternehmens Greika GmbH. Die Jahre danach waren wie vielerorts von Verfall und Abriss der Gebäude geprägt.
Die nachfolgende Aufstellung basiert auf Stand 1892/95 und listet in Greiz und unmittelbarer Umgebung existierte und existierende Firmen (ohne Anspruch auf Vollständigkeit).

## Greiz

### Mechanische Weberei
- Albert, K.H. - gegründet 1860 -> 1865 Albert, Gebr.
- Arnold & Söhne -> 1892 zu Arnold, Friedrich
- Arnold, Friedrich - gegründet 1837
- Arnold, W. H. jun. - gegründet 1836 -> 1928 Deutsche Kammgarn AG -> 1928 Gebr. Berglas AG -> 1941 Tex AG
- Bauch, F. T.
- Becher, Richard
- Beck, Louis - gegründet 1854
- Berglas, Gebr. - gegründet 1889 (siehe Arnold, W. H. jun.)
- Braun & Cremer
- Büttner, Ferdinand - gegründet 1864
- C.F. Heyer -> J. Voigt
- Daut & Oehler
- Demmrich & Co.
- Dietel, Eduard
- Dietel, Hermann - gegründet 1872
- Dietsch & Stiebert
- Falk, Malz & Co.
- Feistel, J. G.
- Fischer, Louis
- Frank, Hugo - gegründet 1921
- Frisch & Gulden -> Löffler & Co., Greizer Zeitung
- Geigenmüller & Fuchs, gegründet 1883
- Gensch & Pertzel - gegründet 1890
- Günther, Carl & Co. - gegründet 1847
- Heisse, Eugen
- Hetzheim, Max - gegründet 1902
- Heyer, C. F. - gegründet 1872
- Hüttner, Bernhard
- Jahn, F. A.
- Jorisch & Beck - gegründet 1880
- Lässig & Sander (Weberei in Zeulenroda)
- Leidthold, Richard
- Liborius, Franz - gegründet 1866
- Lorenz, C. G.
- Malz & Dietel - gegründet 1872 -> 1889 Hermann Dietel
- Malz, Franz H. gegründet 1864 -> Freia Automobil AG
- Merz, Anton - gegründet 1836
- Müller, Franz & Kramer - gegründet 1864 -> 1940 Müller & Schütz
- Piehler, Carl & Spiegel - gegründet 1883
- Pucher, Franz - gegründet 1867
- Rausch, Eduard (Weberei in Zeulenroda)
- Reinhold, J. G. - gegründet 1865 -> 1929 Carl Semper & Co.
- Reißmann, Gebr. - gegründet 1909
- Reißmann, Willy - gegründet 1914
- Schilbach & Heine - gegründet 1871
- Schilbach & Co. - gegründet 1850
- Schmidt, F.O. & Sohn - gegründet 1906/1924
- Schulze & Wagner - gegründet 1865
- Schultz & Winkler - gegründet 1885
- Schwarz, S. & Sohn - gegründet 1876 -> 1939 Otto Ohlwein GmbH
- Seyfert & Brösel - gegründet 1824 -> 1832 Brösel, Eduard
- Seyffert & Schönfeld
- Steudel, Bruno - gegründet 1922
- Weber & Feustel - gegründet 1847 in Naitschau, ab 1850 in Greiz
- Weber, Hermann - gegründet 1895
- Stern, Max
- Timmel, Franz
- Voigt & Zirnité - gegründet 1888 -> 1892 Zirnité & Kolbig
- Weiske, Bruno - gegründet 1885

### Spinnerei
- Serno, J.G., später Beck, August (ab 1846). - gegründet 1811
- Löffler, J.D., später Malz, Franz H. - gegründet 1864/1867
- Barth, Carl F. - gegründet 1830

### Spinnrohstoffe
- Wezel, Friedrich - gegründet 1881

### Wollwaren- und Garndruckerei
- Golle, Victor
- Heydt, Ernst
- Kietzer, O.
- Mende, August
- Piehler, Hermann
- Reinhold, Franz
- Scheitz, H.

### Appreteur und Appreturanstalt
- Bauer, Robert
- Gedicke & Weitze -> Albert Weitze Söhne - gegründet 1863
- Jahn, C. G. - gegründet 1882
- Metzner, Otto
- Metzner & Sohn -> 1871 Georg Schleber
- Schleber, Georg - gegründet 1847, Werk Greiz ab 1871
- Schlott, Heinrich - gegründet 1871 -> 1882 Jahn, C.G.

### Färberei und chem. Wäscherei
- Glauchau, vormals O. Seiffert
- Gedicke & Weitze -> Albert Weitze Söhne - gegründet 1863
- Graupner, Herbert - gegründet 1930
- Grimm & Hänsel
- Jahn, C. G. - seit 1862
- Köhler, Richard
- Persch, Karl
- Schleber, Georg
- Wahl, Aug. Leopold

### Eisengießerei und Maschinenbauanstalt
- Dix, Louis "Vogtländisches Eisen- und Elektrizitätswerk" (Generalvertretung von Siemens & Halske, Berlin)
- Geßner, Hermann
- Grosse, Hermann - gegründet 1878
- Kretzschmar, Eduard
- Prüfer, Richard - gegründet 1890
- Semper, Carl & Co. - gegründet 1908
- Spaleck, Otto - gegründet 1869
- Spaleck, Max - gegründet 1925
- Spranger, C. F. - 1910 von Oskar Schleicher übernommen
- Oskar Schleicher - gegründet 1892
- Strauß, Victor & Plarre - gegründet 1874 -> H.A. Plarre
- Schmidt & Herbst

### Zellstoff, Papier
- Koehler Greiz GmbH & Co. KG
- Günther, Otto - gegründet 1808 (Papiermühle besteht aber seit 1591)

### Spedition
- Walther, Victor - gegründet 1856

## Pohlitz, Schönfeld, Irchwitz

### Mechanische Weberei
- Böhmig, Otto
- Conrad & Schindler - gegründet 1889
- Forbriger, Paul - gegründet 1912
- Geßner & Reinhold
- Koch, Paul
- Merkel, Ludwig
- Reißmann, J. F.
- Schulze & Co. -> Franz Heyer
- Schilbach & Co. -> NSKK Motorsportschule, "Wohnhof"

### Garnfärberei
- Pestel, Arthur - gegründet 1821 -> 1927 Gebr. Pestel OHG

### Eisengießerei & Maschinenbauanstalt
- Müller, Gustav
- Schramm, C.A.

## Rothenthal, Dölau

### Mechanische Weberei
- Aurich & Wagner
- Becher, Otto
- Beutel & Metz
- Oehler, C.G. - gegründet 1843 -> 1866 Ferd. Dietsch & Co. -> 1873 Dietsch & Oehler -> 1908 Gebr. Oehler
- Klopfer & Dornheim
- Knäbel & Würker
- Liborius & Wagner
- Müller, Karl
- Pältz, Herrmann
- Seckendorf & Wilke - gegründet 1851
- Wagner, Karl

### Wollwaren- und Garndruckerei
- Treuter & Golle (bis 1909)

### Chemische Fabriken
- Zschimmer & Schwarz (seit 1909)

### Eisengießerei & Maschinenbauanstalt
- Weck, Carl H. - gegründet 1875

## Mohlsdorf

### Mechanische Weberei
- Otto & Vaupel - gegründet 1873
- Pfroepffer & Weimann -> Pfroepffer & Cie.
- Preller & Coburger
- Schulze, Gebr. - gegründet 1867

### Färberei & Appreturanstalt
- Dittmar, Wilhelm - gegründet 1898

### Webutensilien
- Friedrich Trillitzsch

## Kleinreinsdorf

### Mechanische Weberei
- Koch, August

## Teichwolframsdorf

### Spinnerei
- Windisch, C. F.

## Berga

### Mechanische Weberei
- Eiserhardt & Schröder -> 1899 Ernst Engländer AG
- Schulze & Söhne

## Elsterberg

### Mechanische Weberei
- Anlauft & Oschatz
- Baer & Knabe
- Beringer, Hoffmann & Stier
- Herold, F. W.
- Heyer & Rieck
- Jäger & Seidel
- Kiessling & Vogel
- Köhler, A.
- Obernitz, Müller & Co. -> Obernitz & Steudel
- Otto, Oskar
- Otto & Wilhelm
- Petermann & Tröber
- Pflug & Orlamünde
- Ruppert, Gebr.
- Schirmer, Leber & Co.
- Schultzes, E. & Co.
- Seidel, Bernhard & Bruno
- Seidel, Richard
- Strobel, Tschirmer & Co.
- Strobel, P.
- Tröber, W.
- Wilke & Piehler

### Zwirnerei und Flechterei
- Max Hermann

### Färberei
- Schubert, W. jr.

### Lederindustrie
- Albert, Herrmann
- Falk & Bauer
- Heckel & Sohn
- Kahnes, F.

### Eisengießerei und Emaillierwerk
- Max Damisch